# クリスティアーネ・シャルロッテ・フォン・ヴュルテンベルク＝ヴィンネンタール
クリスティアーネ・シャルロッテ・フォン・ヴュルテンベルク＝ヴィンネンタール（Christiane Charlotte von Württemberg-Winnental, 1694年8月20日 - 1729年12月25日）は、ドイツのヴュルテンベルク＝ヴィンネンタール家の公女で、ブランデンブルク＝アンスバッハ辺境伯ヴィルヘルム・フリードリヒの妻。

## 生涯
ヴュルテンベルク公エーバーハルト3世の七男であるヴュルテンベルク＝ヴィンネンタール公フリードリヒ・カールと、その妻でブランデンブルク＝アンスバッハ辺境伯アルブレヒトの娘であるエレオノーレ・ユリアーネの間の末娘（第7子、次女）として生まれた。シュトゥットガルト北郊のヴィネンデンにある両親の居城ヴィンネンタール城（Schloss Winnental）で少女時代を過ごし、神学者のヨハン・オジアンダー（Johann Osiander）に教育を受けた。
1709年8月28日にシュトゥットガルトにおいて、母方の従兄であるアンスバッハ辺境伯ヴィルヘルム・フリードリヒと結婚した。1723年に夫が死去すると、幼い長男カール・ヴィルヘルム・フリードリヒの摂政としてアンスバッハ侯領を治めることになった。摂政として、クリスティアーネは大規模な建設事業に着手したり、文化・学術振興事業に熱心に取り組んだ。またブルックベルクにある城館を息子の教育のための施設にしつらえた。1729年のクリスマスに35歳で死去し、遺骸はアンスバッハのグンベルトゥス教会（St. Gumbertus）に葬られた。

## 子女
夫との間に2男1女の計3人の子女をもうけた。
- カール・ヴィルヘルム・フリードリヒ（1712年 - 1757年） - ブランデンブルク＝アンスバッハ辺境伯
- エレオノーレ（1713年 - 1714年）
- フリードリヒ・カール（1715年 - 1716年）